# Município de Pleasant (condado de Perry, Ohio)
O município de Pleasant (em inglês: Pleasant Township) é um município localizado no condado de Perry no estado estadounidense de Ohio. No ano de 2010 tinha uma população de 846 habitantes e uma densidade populacional de 20,15 pessoas por km².

## Geografia
O município de Pleasant encontra-se localizado nas coordenadas 39° 39′ 20″ N, 82° 07′ 25″ O. Segundo o Departamento do Censo dos Estados Unidos, o município tem uma superfície total de 41.98 km², da qual 41,3 km² correspondem a terra firme e (1,6 %) 0,67 km² é água.

## Demografia
Segundo o censo de 2010, tinha 846 pessoas residindo no município de Pleasant. A densidade populacional era de 20,15 hab./km². Dos 846 habitantes, o município de Pleasant estava composto pelo 99,41 % brancos e o 0,59 % eram de uma mistura de raças. Do total da população o 0 % eram hispanos ou latinos de qualquer raça.